# Carmelita (Badminton)
Carmelita (* 16. September 1976) ist eine indonesische Badmintonspielerin. Zur Unterscheidung von anderen Personen des gleichen Namens wird oft ihre Klubherkunft Pelita Jaya als Namenszusatz hinzugefügt.

## Karriere
Carmelita wurde 1997 Fünfte bei den Taiwan Open. 1999 belegte sie dort ebenfalls Platz fünf genau so wie bei den Indonesia Open 1999. Im gleichen Jahr nahm sie auch an der Badminton-Weltmeisterschaft teil und wurde dort Neunte im Damendoppel mit Indarti Issolina. 2000 belegte sie Rang drei im Doppel bei den Indonesia Open.

## Sportliche Erfolge
| Saison | Veranstaltung     | Disziplin   | Platz | Name                            |
| ------ | ----------------- | ----------- | ----- | ------------------------------- |
| 1994   | Dutch Juniors     | Dameneinzel | 1     | Carmelita                       |
| 1997   | Taiwan Open       | Damendoppel | 5     | Nonong Denis Zanati / Carmelita |
| 1998   | Indonesia Open    | Damendoppel | 3     | Indarti Issolina / Carmelita    |
| 1999   | Indonesia Open    | Damendoppel | 5     | Indarti Issolina / Carmelita    |
| 1999   | Taiwan Open       | Damendoppel | 5     | Indarti Issolina / Carmelita    |
| 1999   | Weltmeisterschaft | Damendoppel | 9     | Indarti Issolina / Carmelita    |
| 2000   | Indonesia Open    | Damendoppel | 3     | Emma Ermawati / Carmelita       |

## Referenzen
- Carmelita (Badminton) beim Badminton-Weltverband

| Personendaten    | Personendaten                   |
| ---------------- | ------------------------------- |
| NAME             | Carmelita                       |
| ALTERNATIVNAMEN  | Carmelita, Pelita Jaya          |
| KURZBESCHREIBUNG | indonesische Badmintonspielerin |
| GEBURTSDATUM     | 16. September 1976              |